# 伊斯特波特 (密西西比州)
伊斯特波特（英語：Eastport）是位於美國密西西比州蒂肖明戈縣的非建制地區。

## 歷史
伊斯特波特的郵局於1839年設立，其後於1893年停運。

## 地理
伊斯特波特所處的海拔為高於海平面133米（即436英呎），而該地所採用的時區為UTC-6，即北美中部時區（CST）。同時該地設有夏令時間，為UTC-6調快一小時，即UTC-5（CDT）。